# Sungir

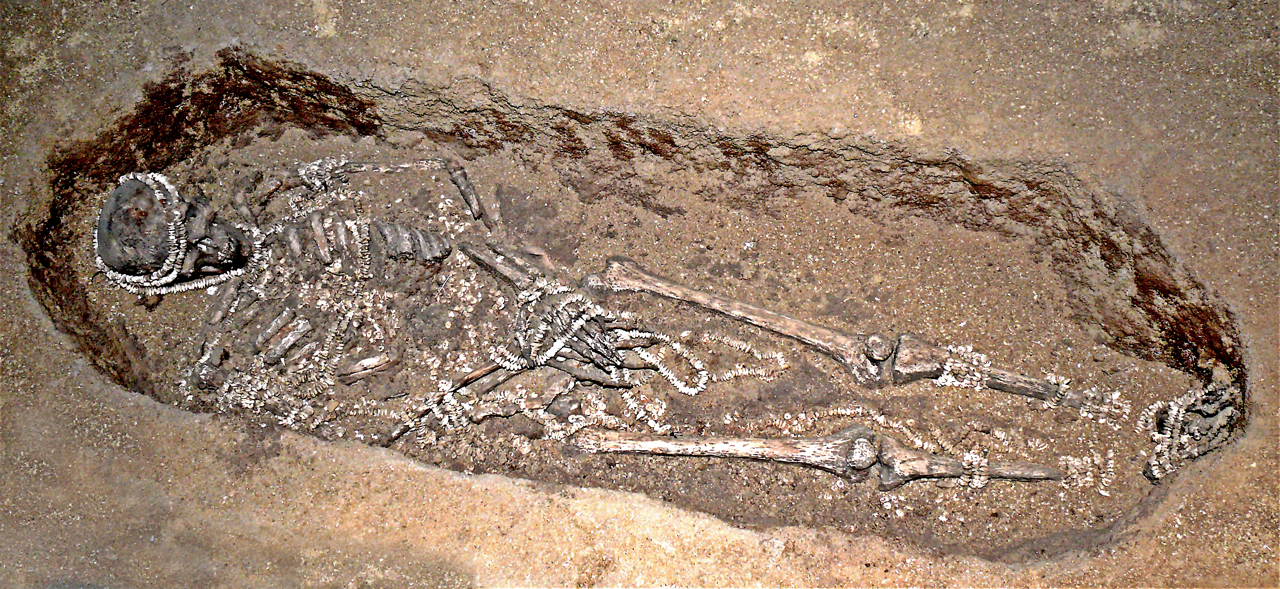
Pochówek z Sungir

Sungir (ros. Сунгирь) – prehistoryczne stanowisko archeologiczne znajdujące się w Rosji, nad brzegiem rzeki Klaźma w pobliżu Włodzimierza.
Stanowisko zostało odkryte w 1955 roku przez Otto Badera, który następnie w latach 1956-1975 przeprowadził prace archeologiczne. Odkryto na nim datowane na ok. 26-20 tys. lat BP ślady pobytu ludności kultury strieleckiej. W pozostałościach po obozowiskach odnaleziono bogaty materiał archeologiczny w postaci narzędzi kamiennych i kościanych. Licznie występują kości zwierząt będących obiektem polowań, głównie mamutów, a także reniferów, koni, żubrów, lisów, zajęcy i lemingów, jak również ryb (przede wszystkim pstrągów) i ptaków.
Na stanowisku Sungir odkryte zostały dwa położone obok siebie prehistoryczne groby jamowe. W pierwszym pochowany został mężczyzna w wieku ok. 55-65 lat, ułożony w pozycji wyprostowanej na plecach, z głową zwróconą w kierunku północno-wschodnim. W drugim złożono zwrócone do siebie głowami szkielety chłopca i dziewczynki. Ciała zmarłych ubrane były w odzienia wykonane ze skór. Pochówkom towarzyszyło bogate wyposażenie grobowe, zawierające m.in. paciorki z ciosów mamuta (łącznie ponad 3,5 tys.), bransolety z muszelek i kościane ostrza. W grobie dzieci złożono ponadto dwie unikatowe włócznie, wykonane ze sztucznie wyprostowanych ciosów mamuta.